# Inflatable Rescue Boat
Pour les articles homonymes, voir IRB.

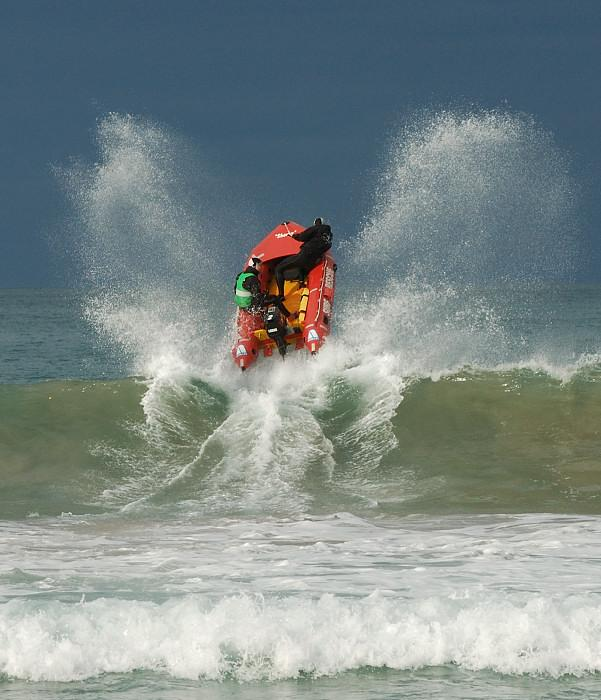
Un IRB franchissant un shore-break

Les Inflatable Rescue Boats (IRB), ou canots de sauvetage gonflables, sont des canots pneumatiques conçus spécifiquement pour être utilisés dans le cadre d'opérations de sauvetage côtier. Inventés en Nouvelle-Zélande, les IRB sont maintenant également employés dans d'autres pays, tel qu'aux États-Unis et en France, notamment par les associations de sauvetage et les services de secours. Au Canada, l'acronyme IRB désigne "Inshore Rescue Boat", un programme de la Garde côtière canadienne utilisant des étudiants comme membres d'équipage pour des embarcations de sauvetage côtier (ESC).  Il s'agit habituellement de postes de sauvetage saisonniers.

## Historique
En 1969, Warren Mitchell, membre de l'Avalon Beach Surf Lifesaving Club, eut l'idée d'une embarcation de sauvetage qui pourrait être déployée rapidement et dans toutes les conditions sur les plages australiennes. Il construit alors, aidé par son ami John Fuller, également sauveteur, l'IRB1, qui réalisera avec succès les missions pour lesquelles il avait été imaginé. Il est doté d'un moteur de 20cv, mesure 3.6 mètres de long et ses flotteurs sont en caoutchouc nitrile (NBR). C'est l'ancêtre des IRB qui sont utilisés de nos jours.
Au début, c'est à la société Dunlop que sont confiées la production et le commerce des IRB, avant que d'autres marques d'embarcations pneumatiques spécialisées ne reprennent le concept pour l'intégrer à leur gamme. Créés en Nouvelle-Zélande, ils y sont d'abord employés pour le sauvetage des surfeurs, avant que le concept ne s'exporte à la fin des années 1980 aux États-Unis (d'abord à Del Mar, en Californie), et plus récemment en France, où la SNSM les utilise depuis le 1er décembre 2014 pour la formation des nageurs-sauveteurs. Le rayonnement international de l'IRB et ses qualités intrinsèques contribueront à la diversification de son emploi, notamment dans la surveillance des plages et le sauvetage des baigneurs, véliplanchistes, kitesurfer...
Les ingénieuses innovations mises au point à l'époque et équipant l'IRB1, telles que les footstraps, la nourrice à carburant souple ou encore les cordages sur les boudins, sont encore aujourd'hui pleinement adaptées aux missions de ces embarcations, et équipent ainsi les IRB modernes.
Depuis 1987, l'IRB1 est exposée au musée nationale de la marine, en Australie.

## Technique

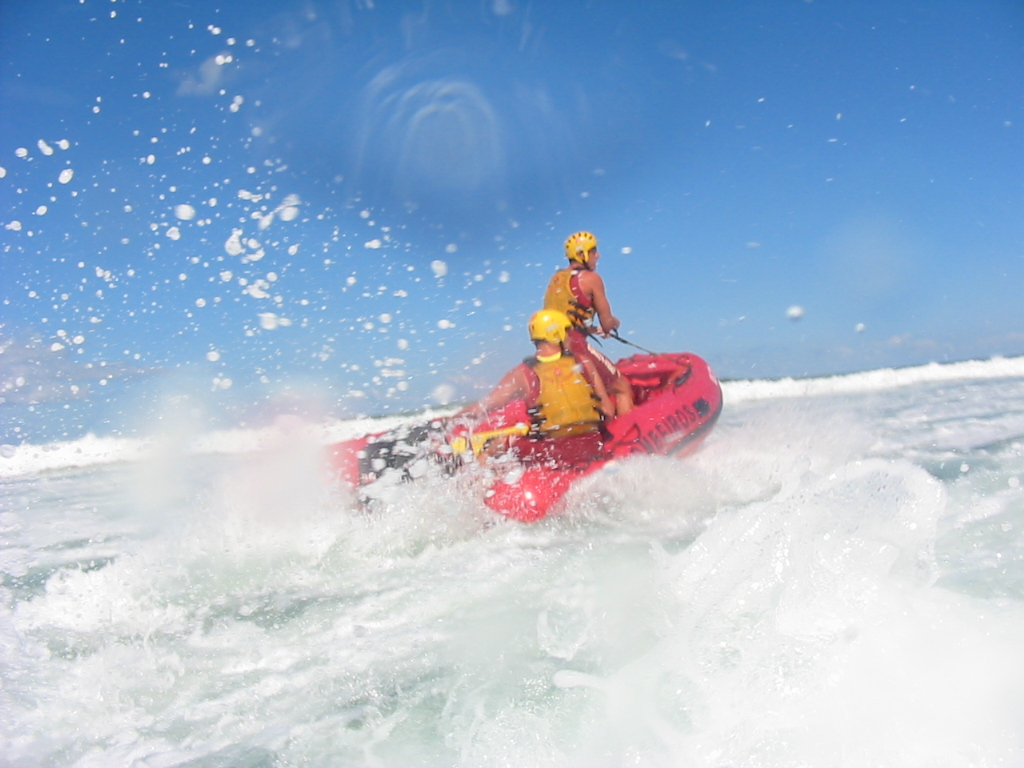
Un IRB et son équipage

Les IRB sont des embarcations pneumatiques mesurant généralement 3.50 à 4 mètres. Ils se composent de 2 flotteurs, d'un plancher habituellement dur, pliable, ainsi que d'un tableau arrière rigide pour y fixer le moteur hors-bord.
Les flotteurs surtout réalisés en tissus néoprène / Hypalon, plus résistant que le PVC à l'érosion par frottement sur le sable et à l'action du soleil.
La coque d'un IRB est également réalisée en tissus néoprène / Hypalon, constituant une "toile" non rigide reliant les flotteurs latéraux. La mise en place du plancher donne sa forme à la coque, tout en la rigidifiant. Certains IRB sont dotés d'une quille gonflable, logée entre le plancher et la "toile" de coque, qui confère à la coque une architecture en V plus prononcée, favorisant la tenue à la mer et le passage dans les vagues.
Les IRB sont équipés de moteur hors-bord, d'une puissance de 25cv à 30cv généralement, alimentés par une nourrice souple, permettant au sauveteur de s'allonger dessus tout en maintenant une victime lorsque celle-ci présente des traumatismes au rachis. Le pilotage de l'IRB se fait en barre franche. À noter que les moteurs peuvent être équipés d'un pare-hélice en aluminium, pour sécuriser les navigations en zone de baignade, mais aussi pour protéger l'hélice lors des manœuvres de beaching. Sur un plan d'eau calme, l'IRB peut ainsi atteindre une vitesse de 25 à 30 nœuds. Cette puissance permet d'assurer les départs de plage et la rapidité d'intervention en sécurité pour l'équipage. Combinée à la faible longueur du bateau, elle garantit également une grande maniabilité.
L'IRB dispose de vides-vites, destinés à évacuer rapidement les "paquets de mer", par exemple après un déferlement de vague à l'intérieur du bateau, mais aussi de poignées de maintien, de footstraps, de rames et d'un cordage le long des flotteurs.
A ces équipements de base, peuvent être ajoutés divers matériels tels qu'un couteau ou une bouée-tube (ou rescue-tube).
Habituellement, les IRB sont de couleur orange, parfois rouges, ce qui les différencie visuellement des semi-rigides de la marque Zodiac, et leur assure d'être visibles de loin.

## Utilisation
L'IRB est mis en œuvre par un équipage de 2 sauveteurs, mais peut transporter jusqu'à 4/6 personnes lors d'une intervention.
Les IRB sont particulièrement efficaces lorsqu'ils patrouillent sur des plages où les vagues sont puissantes et la surface à surveiller trop grande pour des sauveteurs équipés de paddle-board. Au sein d'un dispositif de surveillance d'un spot ou d'une plage, il est peut-être accompagné ou remplacé par une motomarine.
Avant la patrouille, le pilote doit s'assurer que le canot est correctement armé et prêt à l'emploi. Cela implique de vérifier la pression des flotteurs, ainsi que d'effectuer les vérifications élémentaires du moteur. Dès qu'il est prêt, le second membre de l'équipage aide à la mise à l'eau.
Durant une opération de sauvetage, le pilote doit être attentif aux obstacles à fleur d'eau (rochers et nageurs), et prêter attention à la puissance des vagues. Le second sauveteur contribue à équilibrer le bateau et peut faire office de vigie pour prévenir le pilote de tout danger imminent. Le bateau étant très léger, le positionnement et la coordination des sauveteurs sont essentiels pour l'équilibre général de l'IRB, a fortiori lors des manœuvres de virage et de franchissement de vagues, de shore-break.
L'équipage d'un IRB peut communiquer avec le rivage via une VHF ou par signaux visuels. Au retour d'une patrouille, l'IRB doit être reconditionné afin d'être disponible pour repartir.